# 八丁平 (室蘭市)
八丁平（はっちょうだいら）は北海道室蘭市の地名。八丁平一丁目から五丁目の町がある。住居表示実施済み。郵便番号は050-0061。

## 地理
室蘭市の東部に位置し、北に神代町、北東に水元町、東に天神町，中島本町、南に高平町、西に港北町と接する。

## 地域の特徴
室蘭市の都市計画マスタープランでは蘭東地域に属する。
高台にある住宅地で、東縁の一部にに沿って北上する北海道道107号室蘭環状線がそのまま町域に入り北端から抜ける。
二丁目に八丁平展望台、三丁目に北海道大谷室蘭高等学校，北海道室蘭養護学校，日蓮正宗法海山深妙寺，臨済宗妙心寺派法眼寺、四丁目に室蘭市立八丁平小学校，室蘭中央自動車学園，八丁平町会館，日蓮宗龍王山紫雲山法詠寺、五丁目に八丁平美園幼稚園，八丁平中央町会会館がある。八丁平展望台は住宅街の片隅にある小さな展望台であるが、白鳥大橋を真横から眺めることができる。

## 歴史
1870年（明治3年）、旧仙台藩角田藩士・添田竜吉らが当地周辺に入植する。明治5年の添田の記録には既に「八丁平」の地名があるが、誰が名付けた地名かは定かではない。
1921年（昭和4年）の字名改正で輪西村（大字）が12町に分割され、当地周辺は高平町（字）となる。
1935年（昭和10年）3月18日、室蘭市議会は「市営飛行場」の建設提案を可決、7月1日から市有牧場内に長さ300メートル，幅11.5メートルの飛行場の造成に着工、9月30日に地ならしをしただけの粗末な滑走路が誕生した。しかし、1機も飛ばないうちに太平洋戦争に突入、今度は軍用飛行場として市民の勤労奉仕による建設作業が始まり、長さ550メートル，幅20メートルの滑走路に拡張された。1943年（昭和18年）、飛行第63戦隊の「九七戦」の一部が室蘭防空のために駐屯後、第20飛行団飛行第54戦隊の分遣隊が駐屯していたが、1945年（昭和20年）7月14,15日の空襲・艦砲射撃の際にも、この飛行場からは1機の飛行機も飛び立つことはなかった。
1976年（昭和51年）から高平町、中島本町、天神町、水元町、神代町に跨る大規模な区画整理事業が開始。1991年11月にこの対象地域が「八丁平」として新町名に分割された。
八丁平五丁目には、1972年（昭和47年）に母恋南町から移転した北海道室蘭商業高等学校があったが、2008年（平成20年）に閉校、跡地は分譲住宅地となった。

### 沿革
- 1991年（平成3年）11月1日 - 八丁平一丁目 - 五丁目新設[8]。
- 2009年（平成21年）4月1日 - 高平町の一部を八丁平一丁目に編入[9]。
- 2018年（平成30年）1月1日 - 中島本町一丁目の一部を八丁平五丁目に編入[10]。
- 2020年（令和2年）2月16日 - 中島本町一丁目の一部を八丁平五丁目に編入[11]。

### 町名の変遷
| 実施内容          | 実施年月日               | 実施後       | 実施前                                         |
| ----------------- | ------------------------ | ------------ | ---------------------------------------------- |
| 町名新設 住居表示 | 1991年（平成3年）11月1日 | 八丁平一丁目 | 高平町の一部                                   |
| 町名新設 住居表示 | 1991年（平成3年）11月1日 | 八丁平二丁目 | 高平町の一部                                   |
| 町名新設 住居表示 | 1991年（平成3年）11月1日 | 八丁平三丁目 | 高平町，神代町，水元町，天神町の各一部         |
| 町名新設 住居表示 | 1991年（平成3年）11月1日 | 八丁平四丁目 | 高平町，中島本町二丁目，中島本町三丁目の各一部 |
| 町名新設 住居表示 | 1991年（平成3年）11月1日 | 八丁平五丁目 | 高平町，中島本町一丁目の各一部                 |

## 世帯数と人口
2023年（令和5年）12月31日現在（室蘭市発表）の世帯数と人口は以下の通りである。
| 町           | 世帯数    | 人口    |
| ------------ | --------- | ------- |
| 八丁平一丁目 | 479世帯   | 1,034人 |
| 八丁平二丁目 | 867世帯   | 2,016人 |
| 八丁平三丁目 | 315世帯   | 695人   |
| 八丁平四丁目 | 746世帯   | 1,656人 |
| 八丁平五丁目 | 915世帯   | 2,284人 |
| 計           | 3,322世帯 | 7,685人 |

### 人口の変遷
国勢調査による人口の推移。
| 1995年（平成7年）  | 4,308人 | [ 12 ] |  |
| 2000年（平成12年） | 5,721人 | [ 13 ] |  |
| 2005年（平成17年） | 6,111人 | [ 14 ] |  |
| 2010年（平成22年） | 6,153人 | [ 15 ] |  |
| 2015年（平成27年） | 6,774人 | [ 16 ] |  |
| 2020年（令和2年）  | 7,407人 | [ 17 ] |  |

### 世帯数の変遷
国勢調査による世帯数の推移。
| 1995年（平成7年）  | 1,425世帯 | [ 12 ] |  |
| 2000年（平成12年） | 1,924世帯 | [ 13 ] |  |
| 2005年（平成17年） | 2,129世帯 | [ 14 ] |  |
| 2010年（平成22年） | 2,226世帯 | [ 15 ] |  |
| 2015年（平成27年） | 2,504世帯 | [ 16 ] |  |
| 2020年（令和2年）  | 2,791世帯 | [ 17 ] |  |

## 学区
市立小・中学校に通う場合、学区は以下の通りとなる。
| 町           | 街区 | 小学校               | 中学校             |
| ------------ | ---- | -------------------- | ------------------ |
| 八丁平一丁目 | 全域 | 室蘭市立八丁平小学校 | 室蘭市立桜蘭中学校 |
| 八丁平二丁目 | 全域 | 室蘭市立八丁平小学校 | 室蘭市立桜蘭中学校 |
| 八丁平三丁目 | 全域 | 室蘭市立八丁平小学校 | 室蘭市立桜蘭中学校 |
| 八丁平四丁目 | 全域 | 室蘭市立八丁平小学校 | 室蘭市立桜蘭中学校 |
| 八丁平五丁目 | 全域 | 室蘭市立八丁平小学校 | 室蘭市立桜蘭中学校 |

## 交通

### バス
道南バスが路線バスを運行する。

### 道路
- 北海道道107号室蘭環状線

## 施設

### 公共施設
- 八丁平町会館
- 八丁平中央町会会館

### 教育施設
- 北海道大谷室蘭高等学校
- 北海道室蘭養護学校
- 室蘭市立八丁平小学校
- 室蘭中央自動車学園
- 八丁平美園幼稚園

### 寺社
- 日蓮宗龍王山紫雲山法詠寺
- 日蓮正宗法海山深妙寺
- 臨済宗妙心寺派法眼寺

### 公園
- 八丁平1号公園
- 八丁平2号公園
- 八丁平6号公園
- 八丁平7号公園
- 八丁平8号公園
- SHOUKENパーク（八丁平北公園）
- 八丁平南公園

### その他
- 八丁平展望台